# Melitta melanura
Melitta melanura là một loài ong trong họ Melittidae. Loài này được Nylander miêu tả khoa học đầu tiên năm 1852.